# اچ‌ام‌اس کازبی (کی۵۵۹)
اچ‌ام‌اس کازبی (کی۵۵۹) (به انگلیسی: HMS Cosby (K559)) یک کشتی بود که طول آن ۳۰۶ فوت (۹۳ متر) بود. این کشتی در سال ۱۹۴۳ ساخته شد.